# Dortmunder Elektronen Speicherring Anlage

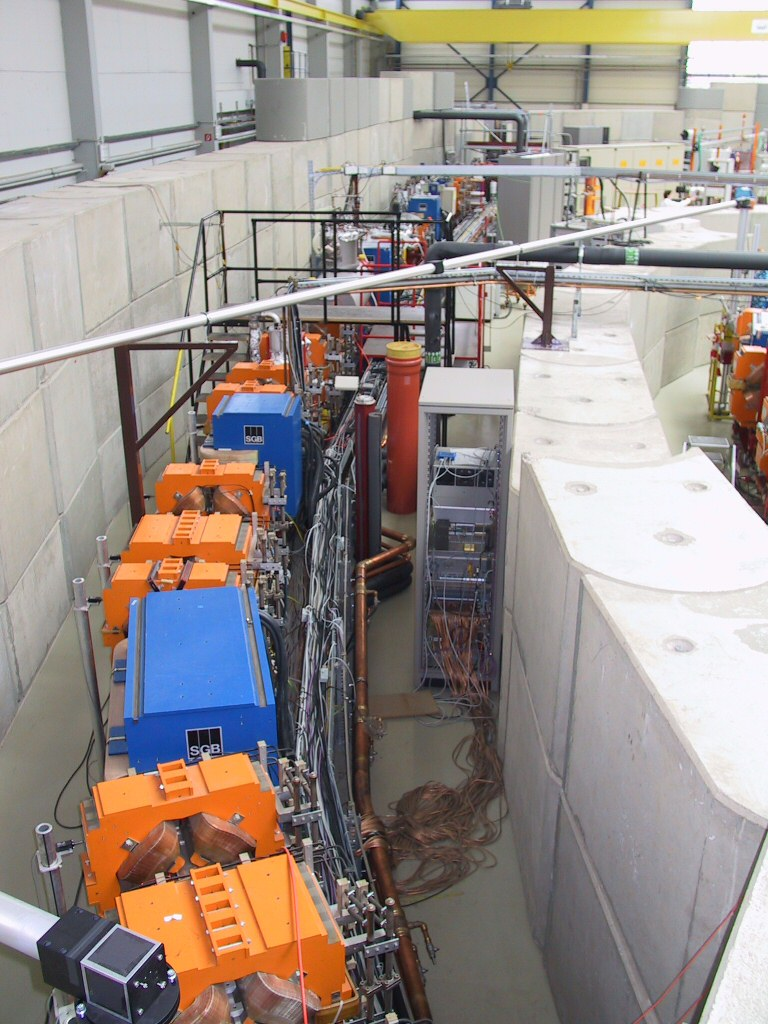
L'accélérateur DELTA en 2004. Les éléments peints en bleu sont des aimants dipolaires.

DELTA (pour Dortmunder Elektronen Speicherring Anlage) est l'accélérateur d'électrons de l'université technique de Dortmund, qui est utilisé comme source de rayonnement synchrotron de 3e génération.
L’accélérateur se compose essentiellement de l’accélérateur linéaire à trois étages, du synchrotron et de l’anneau de stockage, qui ont été mis en service entre 1994 et 1996. Les électrons émis par un canon sont d’abord accélérés à une énergie d’environ 75 MeV dans l’accélérateur linéaire. De là, ils atteignent le synchrotron BoDo (Boostersynchrotron Dortmund), qui transfère les particules à l’énergie finale de DELTA sur une orbite circulaire en quelques secondes.
L’anneau de stockage de 115 m avec l’énergie cible de 1,5 GeV (en fonctionnement standard) reçoit les paquets d’électrons accélérés dans le synchrotron par injection et les accumule. Ils orbitent ensuite dans l’anneau pendant plusieurs heures et libèrent de l’énergie sous forme de rayonnement synchrotron tangentiellement à la direction du vol à chaque déviation. La déviation des électrons a lieu dans les aimants dipôlaires (voir photo), mais aussi dans des structures magnétiques spéciales destinées à la génération de rayonnement, les dispositifs d’insertion. Il existe trois structures de ce type dans l’anneau de stockage DELTA :
- un wiggler supraconducteur avec configuration de champ asymétrique (SAW),
- l’ondulateur U55, composé d’aimants permanents (longueur d’onde 55 mm),
- l’ondulateur U250 composé d’électroaimants (période 250 mm). Cet ondulateur peut également être utilisé chez DELTA dans le cadre d’un laser à électrons libres.

Le rayonnement synchrotron généré est utilisé sur les lignes de faisceau construites à cet effet à d’autres fins de recherche (par exemple, la recherche sur les matériaux, la lithographie, la physique de la matière condensée).